# Gottlieb Haberlandt
Gottlieb Johann Friedrich Haberlandt (Mosonmagyaróvár, 28 novembre 1854 – Berlino, 30 gennaio 1945) è stato un botanico e biologo austro-ungarico.
Fu il figlio del professor Friedrich J. Haberlandt. Suo figlio Ludwig Haberlandt fu un fisiologo riproduttivo, chiamato il "nonno" della pillola anticoncezionale.
Gottlieb Haberlandt, quando rimase a Graz per lavorare, coltivò delle piante. Iniziò a fare degli esperimenti nel 1898 e pubblicò i risultati nel 1902. La sua intenzione era studiare "le proprietà e le potenzialità che la cellula possiede come organismo".

## Biografia
Nel 1875 studiò presso l'Università di Vienna, dove conseguì la laurea e il dottorato di ricerca. (1876), successivamente studiò presso l'Università di Tubinga (1877), avendo come professore Simon Schwendener, che influenzò le convinzioni di Haberlandt. Ritornò in Austria nel 1880 per insegnare la botanica presso l'Accademia Tecnica di Graz. Nel 1905 ipotizzò la presenza di ocelli nelle foglie delle piante deputati alla "vista". Nel 1910 Haberlandt successe a Schwendener come direttore di fisiologia vegetale presso l'Università di Berlino, dove fondò anche il relativo istituto per studiare le piante.